# Yenne
Yenne – miejscowość i gmina we Francji, w regionie Owernia-Rodan-Alpy, w departamencie Sabaudia.
Według danych na rok 1990 gminę zamieszkiwało 2449 osób, a gęstość zaludnienia wynosiła 105 osób/km² (wśród 2880 gmin regionu Rodan-Alpy Yenne plasuje się na 359. miejscu pod względem liczby ludności, natomiast pod względem powierzchni na miejscu 383.).

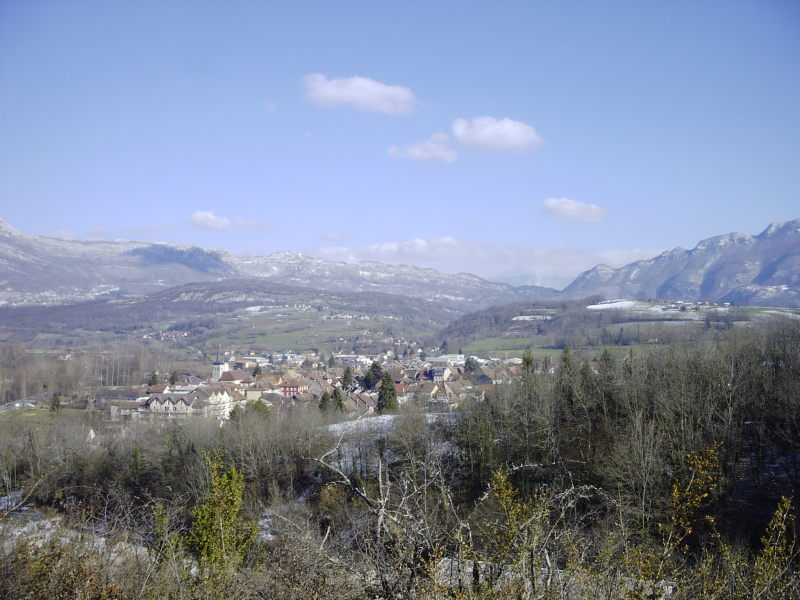
Yenne, 2005
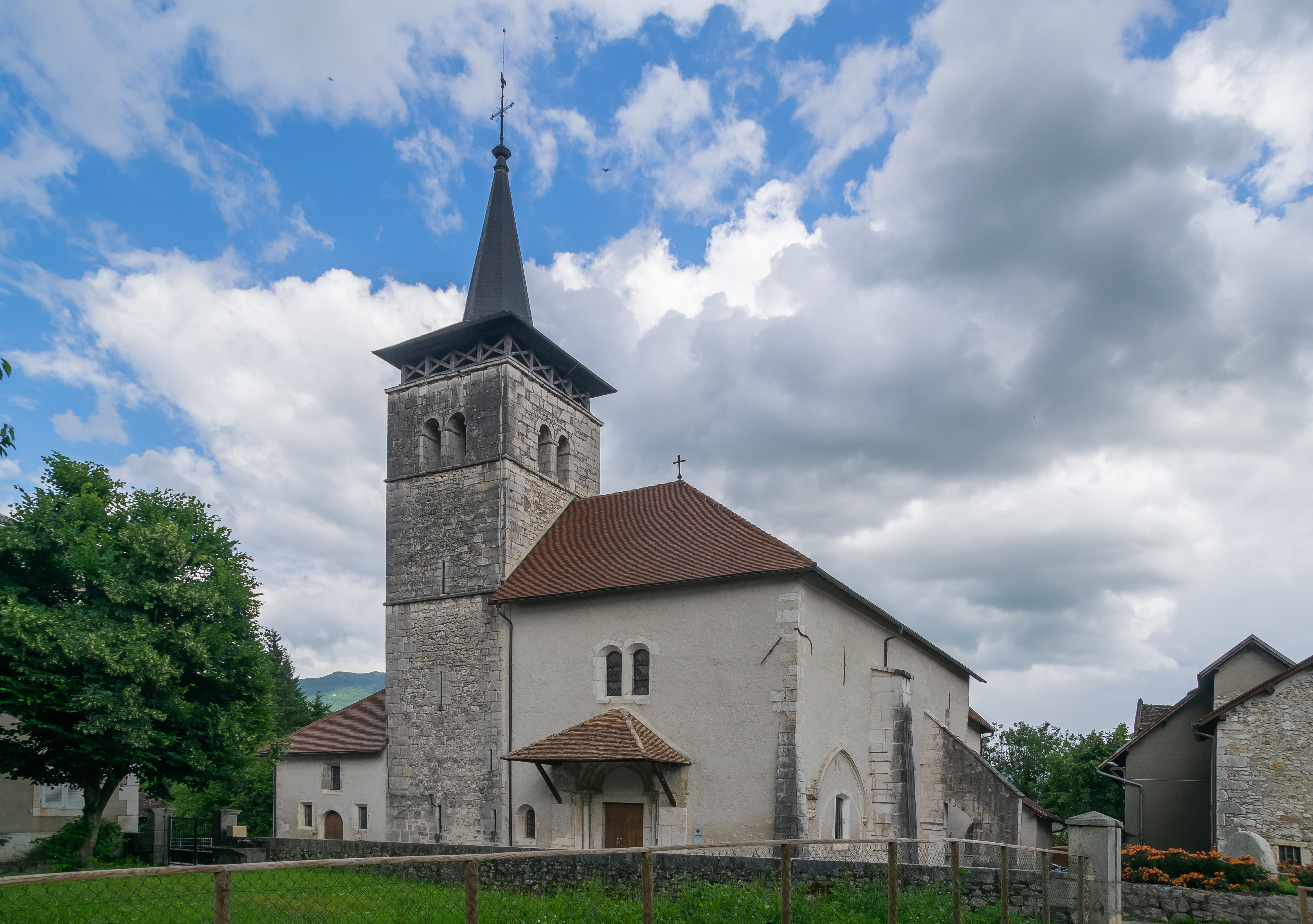
Kościół romański w Yenne, 2010
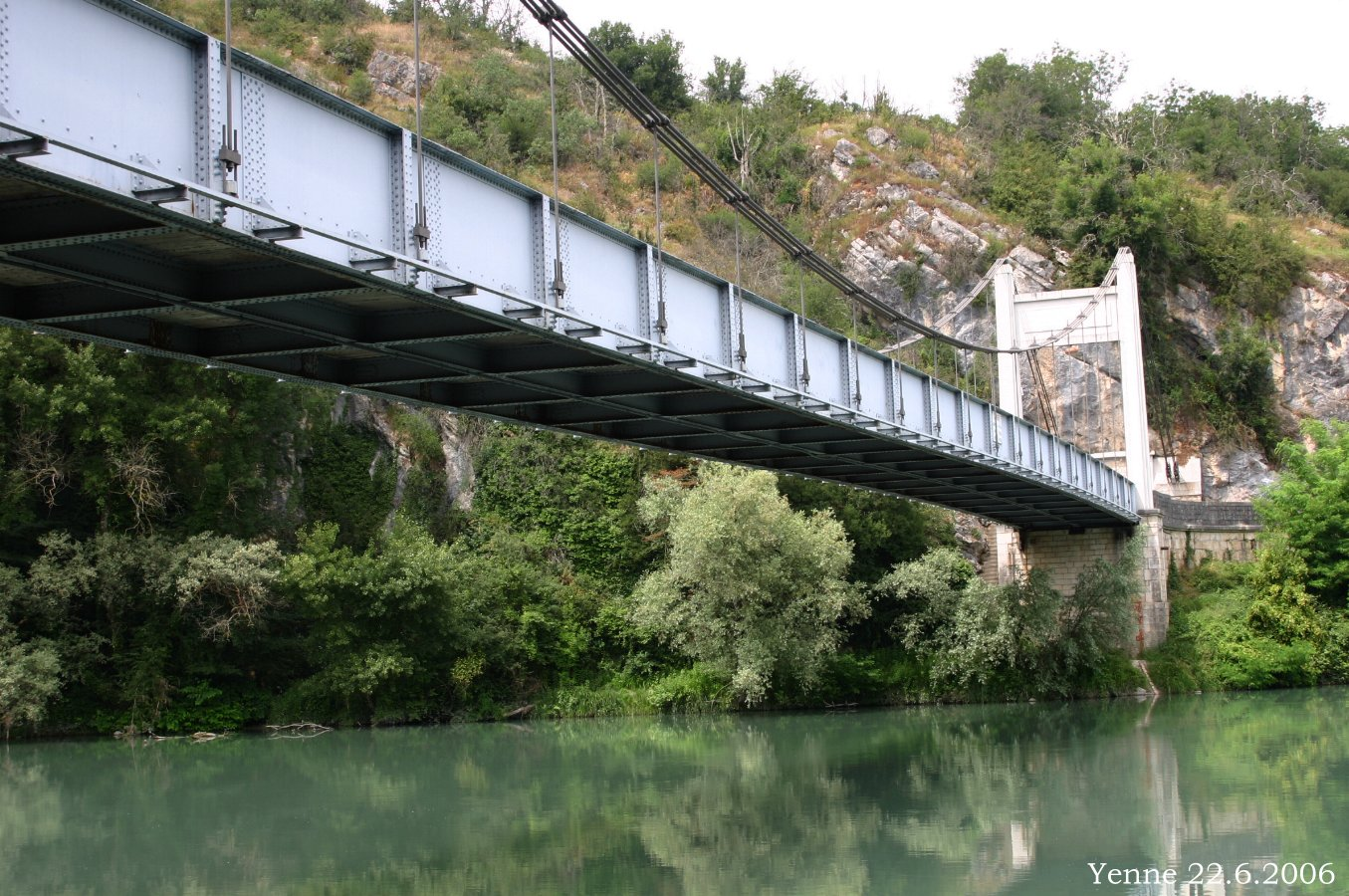
Most wiszący na rzece Rodan w Yenne, 2006